# Euro-scene Leipzig
Die euro-scene Leipzig – Internationales Tanz- und Theaterfestival ist ein sechstägiges Festival in Leipzig. Es widmet sich jährlich in etwa zwölf bis 14 internationalen Produktionen aus den Bereichen Tanz, Theater und Performance dem Zustand unserer Gesellschaft und legt dabei Wert auf unverwechselbare Handschriften. Die Gastspiele zeigt das Festival auf verschiedenen Bühnen der Stadt. Die euro-scene Leipzig wird vom Verein euro-scene Leipzig e. V. veranstaltet. Künstlerischer Leiter und Geschäftsführer des Festivals ist Christian Watty.

## Geschichte
Das Festival wurde im Jahr 1991 vom Theaterwissenschaftler Matthias Renner (1952–1993) gegründet und findet jährlich im November statt. Von 1993 bis 2020 leitete Ann-Elisabeth Wolff das Festival, 2021 übernahm Christian Watty als Festivaldirektor die künstlerische Leitung. Watty war seit 2013 Mitglied des künstlerischen Beirats des Festivals.
Die regionalen, nationalen und internationalen Kontakte der euro-scene Leipzig sind vielschichtig. Durch seine umfassenden Netzwerke fördert das Festival auch gezielt die internationale Kooperation mit Kunstschaffenden aus Leipzig und Sachsen im Bereich der darstellenden Künste und ist als Botschafter für Compagnien aus der Region aktiv.
Die euro-scene Leipzig ist seit 1994 Mitglied im ITI (Internationales Theaterinstitut, Sitz Paris) – Deutsches Zentrum des Internationalen Theaterinstituts, Berlin. Seit 2022 gehört das Festival zu den derzeit zwölf Co-Veranstalterinnen und -Veranstaltern der Tanzplattform Deutschland mit Institutionen in Berlin, Dresden, Düsseldorf, Essen, Frankfurt am Main, Freiburg, Hamburg, Hannover, München, Nürnberg und Stuttgart. Das bedeutendste Festival für zeitgenössischen Tanz in Deutschland ist gleichzeitig das internationale „Schaufenster“ für die deutsche Tanzszene und findet alle zwei Jahre in wechselnden deutschen Städten statt. 2002 fand unter der Projektleitung von Wolff und Co-Direktion von Michael Freundt, langjähriger Mitarbeiter der Euro-scene Leipzig, mit der Tanzplattform 2002 erstmals eine Tanzplattform in einem ostdeutschen Bundesland statt. Über 350 Veranstaltende und Medienschaffende aus aller Welt sowie 35 Delegierte von Goethe-Instituten erlebten 24 Choreografien in rund 45 Vorstellungen.

## Programmschwerpunkte
Im Mittelpunkt des Programms stehen aktuelles Theater und innovativer Tanz, die herausfordern: mutige, zeitdiagnostische Stücke, gesellschaftspolitisch relevante Performances sowie Arbeiten, die sinnlich berühren und zu einem anschließenden Dialog anregen. In zwölf bis 14 internationalen Produktionen aus den Bereichen Tanz, Theater und Performance von unterschiedlicher Ästhetik blickt das Festival auf gesellschaftspolitische Themen.
Die euro-scene Leipzig zeigt ein vielseitiges Spektrum an Vorstellungen von bekannten internationalen Berühmtheiten der Bühnenkunst bis hin zu Neuentdeckungen in der jüngeren Generation. Damit wendet sich das Festival an ein „breites“ Publikum verschiedener Altersklassen und mit unterschiedlichen künstlerischen Vorlieben.
Weiterhin zielt das Festival programmatisch darauf ab, Eigen- und Koproduktionen zu realisieren sowie Deutschlandpremieren und Uraufführungen zu zeigen. Diese Produktionen entstehen meist in Kooperation mit anderen Institutionen und Kunstschaffenden in Leipzig sowie in ganz Europa und erhöhen so die internationale Strahlkraft des Festivals.
Das Festival ist seit über 30 Jahren ein fester Bestandteil des Leipziger Kulturlebens sowie gleichermaßen verankert im Freistaat Sachsen und darüber hinaus. Es erfreut sich eines großen Publikumsinteresses und ist aus dem Kalender des Festivalherbstes in Leipzig nicht mehr wegzudenken. Das Programm der euro-scene Leipzig findet in unterschiedlichen Spielstätten statt. Dazu gehören u. a. die Bühnen von Schauspiel Leipzig, Oper Leipzig, Theater der Jungen Welt, Schaubühne Lindenfels, LOFFT – DAS THEATER und Westflügel Leipzig. Hinzu kommen szenische Projekte, die den Bühnenraum verlassen und den städtischen Raum einbeziehen oder ungewöhnliche Orte, wie zum Beispiel Museen, neu entdecken.

## Finanzierung
Das Festival wird durch die Stadt Leipzig und den Freistaat Sachsen finanziert. Hinzu kommen gastspielbedingte Unterstützungen von Stiftungen und kulturellen Ländervertretungen, z. B. Botschaften. Kulturpartner sind MDR Kultur und ARTE.